# Dirigenten (TV-serie)
Dirigenten är en svensk TV-serie som hade premiär på C more den 24 december 2018, och som senare gick på TV4 med start 9 januari 2019. Thrillerserien utspelar sig runt millennieskiftet och är baserad på Dirigenten från Sant Petersburg, den första romanen i Camilla Grebes och Paul Leander-Engströms Moskva Noir-trilogi.
Adam Pålsson spelar huvudrollsfiguren Tom Blixen, en svensk finansman som enligt TV4:s beskrivning av seriens handling ”tror sig kunna hantera korruptionen och maktspelet i det ryska affärslivet. Men efter en vågad affär kastas han in i en strid bland politiker, oligarker och deras våldsamma underhuggare i ett laglöst Ryssland.”
Serien har regisserats av bland annat Mikael Håfström och producerats av Black Spark, och är en samproduktion mellan StudioCanal, Canal+ Poland, Dansu Film, Helsinki Filmi och Bonnier Broadcasting. Manus har skrivits av Alexi Bardy och Mia Ylönen samt Mikael Håfström, Max Barron och Piodor Gustafsson.

## Rollista
| - Adam Pålsson – Tom Blixen/Johan Berg - Karolina Gruszka – Olga Ukolova - Linda Zilliacus – Rebecka Ekholm - Georg Nikoloff – Dmitri Skurov | - Christopher Wagelin – Fredrik Kastrup - Brian McCardie – Lord Pendergast - Juris Zagars – Strelka - Gediminas Storpirstis – Kruglov |